# Daniel Serrure
Daniel Serrure, né le 25 avril 1899 à Lambersart (Nord) et mort le 15 décembre 1975 à Nice (Alpes-Maritimes), est un homme politique français.

## Biographie
Il est élu au Conseil de la République,,,,. En 1957, il rédige un rapport sur la conjoncture à Madagascar qu'il présente au Conseil économique.